# Stefan Wolski (pisarz)

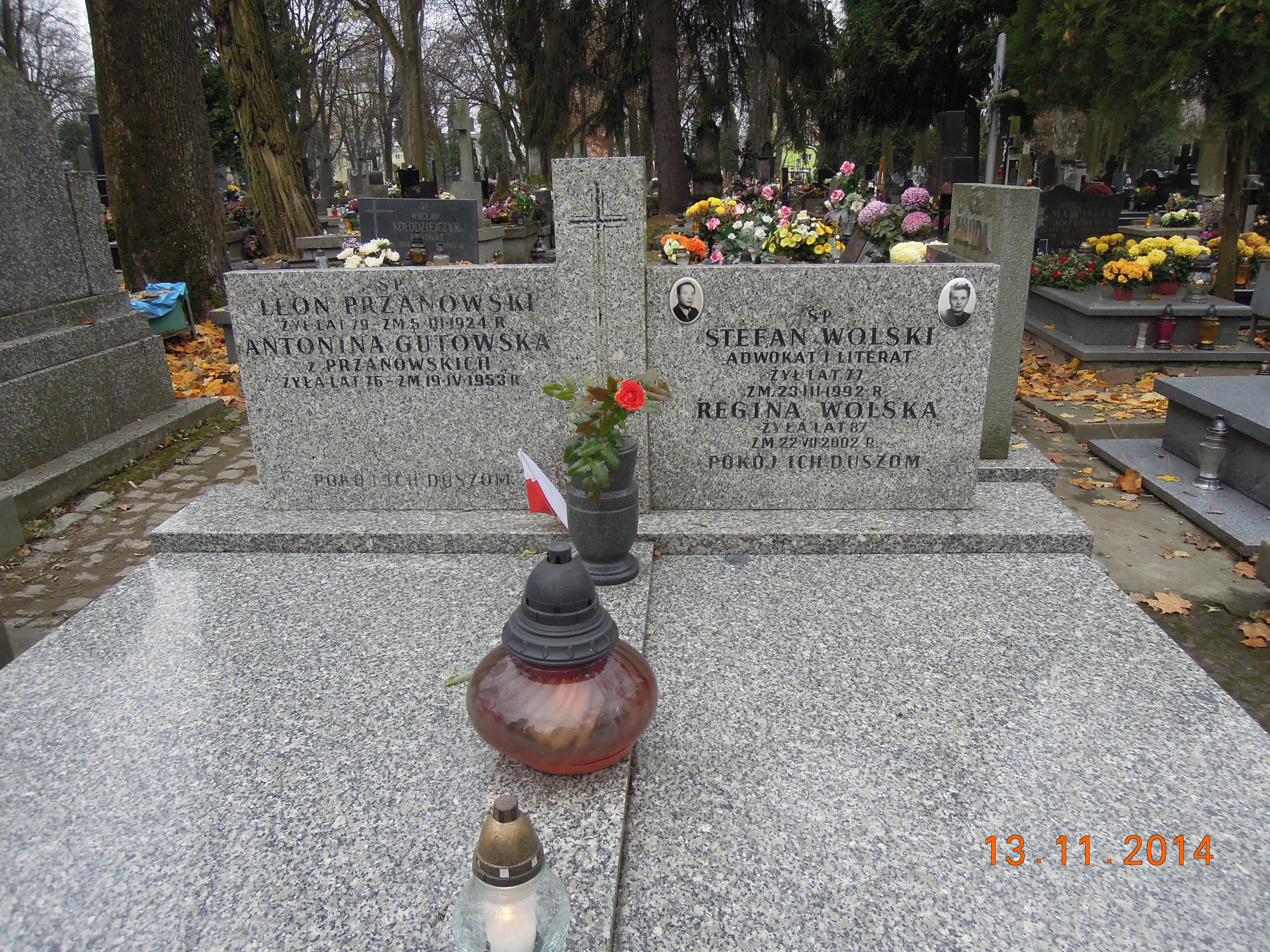
Grób Stefan Wolski

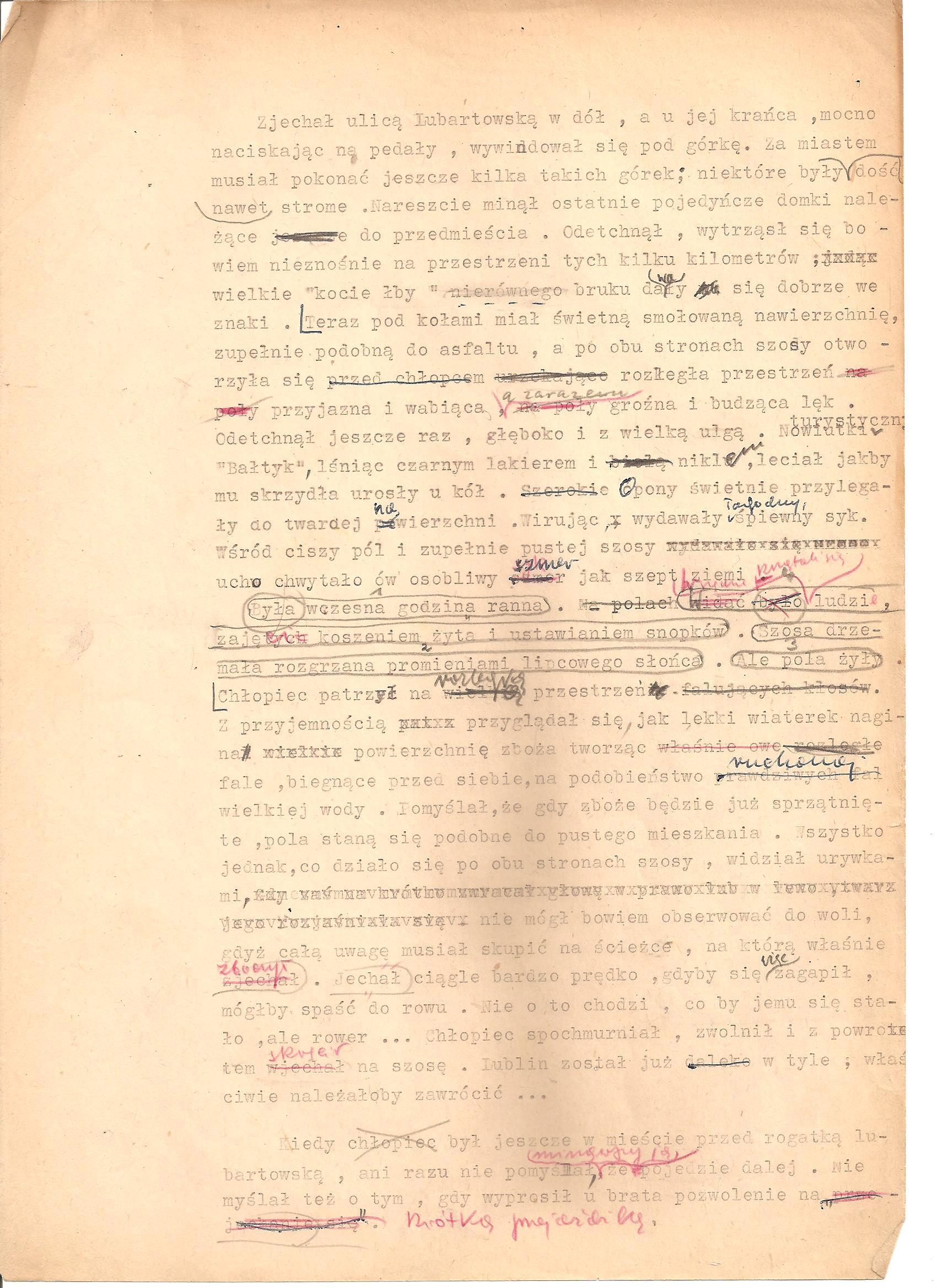
Wersja robocza opowiadania

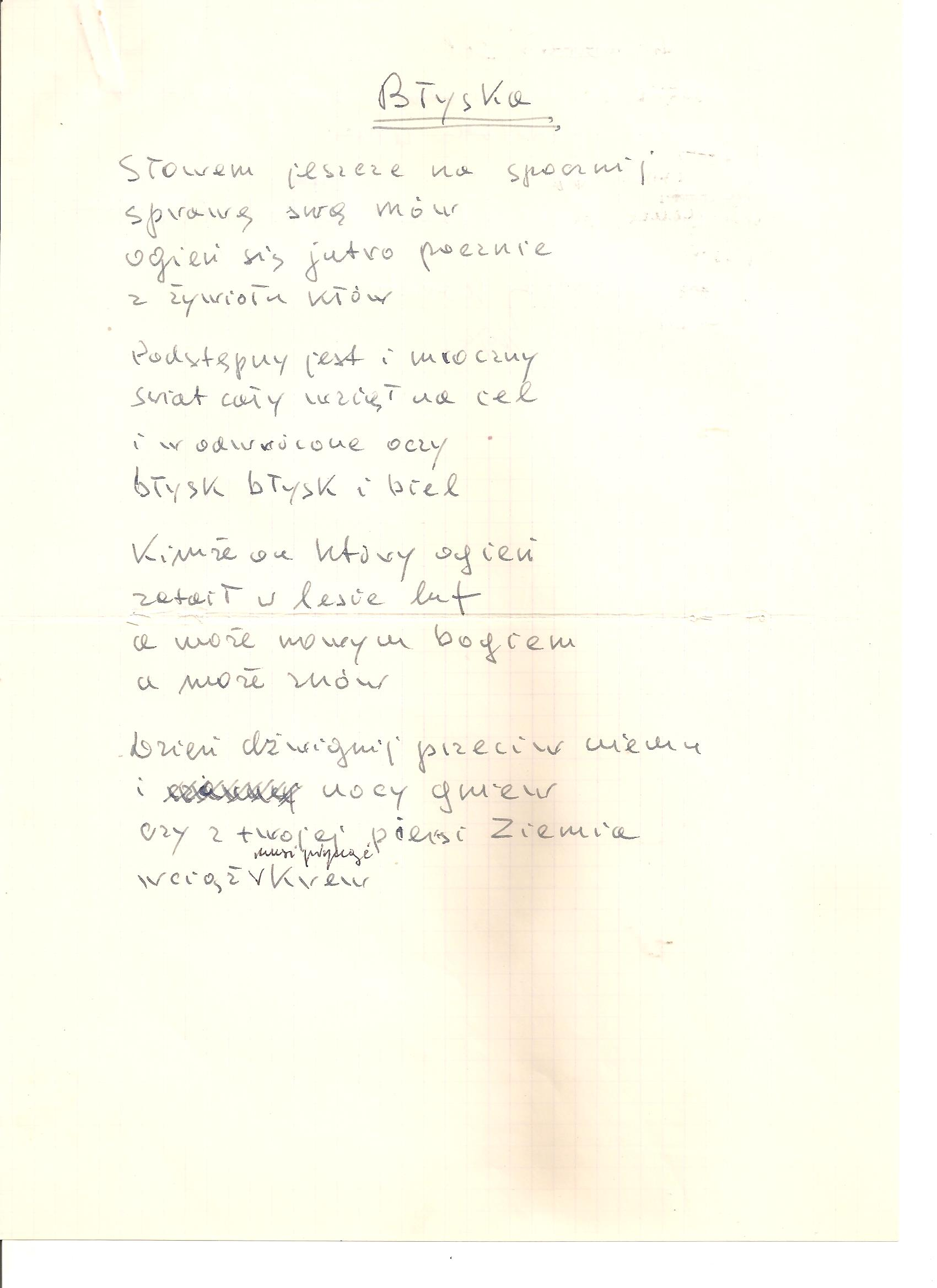
Rękopis wiersza

Stefan Wolski (ur. 11 października?/24 października 1914 w Humaniu w guberni kijowskiej, zm. 23 marca 1992 w Lublinie) – polski prozaik i poeta, adwokat, uczestnik lubelskiego życia literackiego.

## Życiorys
Urodził się w polskiej rodzinie inteligenckiej pochodzenia szlacheckiego jako syn Walerego Ludwika Wolskiego herbu Ślepowron i Benigny Katarzyny z Sobańskich herbu Korczak. W okresie rewolucji październikowej, po zaginięciu ojca, matka repatriowała się z nim i starszym synem Antonim do Polski; ostatecznie w 1922 r. zamieszkał w Lublinie.
W 1928 r. rozpoczął naukę w Państwowym Gimnazjum im. St. Staszica. Maturę zdał w roku 1935, po czym odbył służbę wojskową, kończąc kurs podchorążych rezerwy w Łucku. W roku akademickim 1936/1937 rozpoczął studia na Wydziale Prawa i Nauk Społeczno-Ekonomicznych Katolickiego Uniwersytetu Lubelskiego, pracując równocześnie w Zarządzie Miasta (był m.in. sekretarzem prezydenta miasta). W 1939 r. ożenił się z Reginą Kocyk.
Wojnę i okupację hitlerowską przeszedł w szeregach Armii Krajowej w stopniu podporucznika, następnie porucznika. Działał pod pseudonimem „Tomasz”. Pełnił funkcję szefa kolportażu w komórce BIP Okręgu.
Po II wojnie światowej kontynuował studia prawnicze na KUL-u, 30 sierpnia 1946 uzyskał stopień magistra prawa, po ukończeniu aplikacji sądowej, wpisany został na listę adwokatów. Jako adwokat podejmował się obrony ludzi sądzonych w czasach stalinowskich za działalność przeciwko systemowi. Uchodził za specjalistę w tego typu obronach.
Stefan Wolski był członkiem założycielem Lubelskiego Oddziału Związku Literatów Polskich, w którego strukturach działał pełniąc min. funkcje sekretarza, skarbnika, wiceprezesa. Od tego czasu nieprzerwanie uczestniczył w zorganizowanych formach życia literackiego i artystycznego Lublina. Organizował dla społeczeństwa Lublina i Lubelszczyzny tzw. „akcję literacką”, tj. spotkania autorskie z udziałem członków oddziału oraz kolegów z innych oddziałów ZLP. Osobiście często i chętnie spotykał się w Lublinie i w terenie ze społeczeństwem, również z młodzieżą szkolną, starając się jak najbardziej wzbogacić jej wiedzę o literaturze polskiej i obcej, kulturze. Organizował „Wieczory Kameny” w Lublinie w latach 50 i 60. Współpracował z redakcjami: przed wojną „Czas”, „Świt”, po wojnie „Stolica”, „Nowiny literackie”, „Kamena” również jako członek redakcji.
Pochowany został na cmentarzu katolickim przy ulicy Lipowej w Lublinie.

## Twórczość

### Proza
- Zew serc (1930) – powieść młodzieńcza, ISBN 978-83-60660-84-3.
- Zdarzyło się w FSC (1966) – powieść współczesna, ISBN 978-83-60660-83-6.
- Ballada chłopska (1968) – opowieść biograficzna o ks. Piotrze Ściegiennym, przywódcy chłopów w Królestwie Polskim, organizatorze powstania 1844 roku w Lubelskiem i Kieleckiem, ISBN 978-83-60660-85-0.
- Przygody w dolinie zbójów (1971) – coś więcej niż bajki z morałem, ISBN 978-83-60660-94-2.
- Ballada rycerska (1977) – powieść historyczna o powstaniu krakowskim 1846 i Edwardzie Dembowskim, ISBN 978-83-60660-93-5.
- Światła Erebu(1980) – powieść współczesna, ISBN 978-83-60660-97-3.
- Skrzyżowania (1988) – powieść współczesna, ISBN 978-83-64033-04-9.

### Poezja
- Droga do Odry (1949)
- Sztafeta (1950)
- Fantazje olimpijskie (1952)
- Wiersze z Lublina (1953)
- Kronika Lublina (1954)
- Lublin inkaustem złoty (1954)
- Pióro czasu (1958)
- Szedłem tędy (1959)
- Ona (1963)
- Kształty i inwokacje (1965)
- Miłosne rejsy (1973)
- Historia czarnego goździka (1977)
- Wymiary błękitu (1977)
- Pamięć zwierciadeł (1979)
- Poezje – ISBN 978-83-64033-49-0.

### Opowiadania
- Ostrokół (1960) – Nowy, Broszka, Kosma, Groch, Barbara i Ewa, Ostrokół, U dozorcy, Na ławce, ISBN 978-83-64033-44-5.
- Opowiadania – Adwokat, Chodźmy już stryjku Jakubie, Noc Augusta Wiewióry, Skarb Eligiusza Kiszki, Wierna, Piotr i Dominik, Suma niezwykła, W niedzielę, Szachownica, Ściegieńczycy, Towarzysze, Spotkanie, Nelly and Johnny, ISBN 978-83-64033-40-7.
- Ze wspomnień – Preparat, Inteligent, Odwiedziny, Niespodzianka, Człowiek, Ze wspomnień, Daleka droga, Księżycowy kapral, ISBN 978-83-64033-36-0.

### Dramaty
- Choćby za sto lat (1954) – sztuka w 3 aktach na tle dziejów buntu Związku Chłopów ks. Piotra Ściegiennego
- Upadek Złotego (1955) – komedia z wczesnego okresu działalności Funduszu Wczasów Pracowniczych
- Niedobra droga (1956) – sztuka z okresu ujawniania się po II wojnie światowej
- Złoty pierścionek (1961) – sztuka na tle Powstania Warszawskiego
- Dramaty – ISBN 978-83-64033-68-1.

#### Słuchowisko
- Fredro w Lublinie – nadane ok. 1950 roku przez rozgłośnie Polskiego Radia w Lublinie.

#### W antologiach i innych
- W antologii poezji morskiej (1949)
- W antologii „Mickiewicz w poezji polskiej i obcej” – Ossolineum (1961)
- W opowiadaniach turystycznych – Lawiny schodzą w południe; Odwiedziny (1972)
- Rok 1948 w wydawnictwie jubileuszowym – opowiadanie Adwokat
- Poeci Świata Wietnamowi antologia (1968)
- Wskrzeszanie pamięci Antologia poetów lubelskich (1998) – wiersze: Wspomnienie z Kazimierza i Sen

## Ordery i odznaczenia

### Polskie
- Krzyż Kawalerski Orderu Odrodzenia Polski (1984)
- Srebrny Krzyż Zasługi (1974)
- Medal „Za zasługi dla obronności kraju” (1976)
- Srebrna odznaka „Zasłużonemu dla Lublina” (1978)
- Złota odznaka „Zasłużonemu dla Lublina” (1987)
- Odznaka Zasłużony Działacz Kultury (1971)
- Odznaka „Za zasługi dla Lubelszczyzny” (1984)

### Zagraniczne
Za działalność w szeregach AK w czasie okupacji niemieckiej:
- Croix du Merite
- Sphinx Cross (1942-1944)
- La Croix de Partisan (1942-1944)
- La Croix de Passeur „Medaille de Reconnaissance” (1942-1944; 1939-1945)
- Medaille d’Europe nr 1235
- Medal wojenny gen. Eisenhowera
- Aliancki Krzyż Zasługi (1948)

Otrzymał nagrodę za całokształt działalności literackiej WRN w Lublinie w roku 1969, nagrodę na konkursie literackim „Turysty” w 1957 roku za opowiadanie „Daleka droga”, nagroda WRZZ na konkursie literackim za opowiadanie „Wyznania mojego bohatera” w 1977 roku.

## Galeria

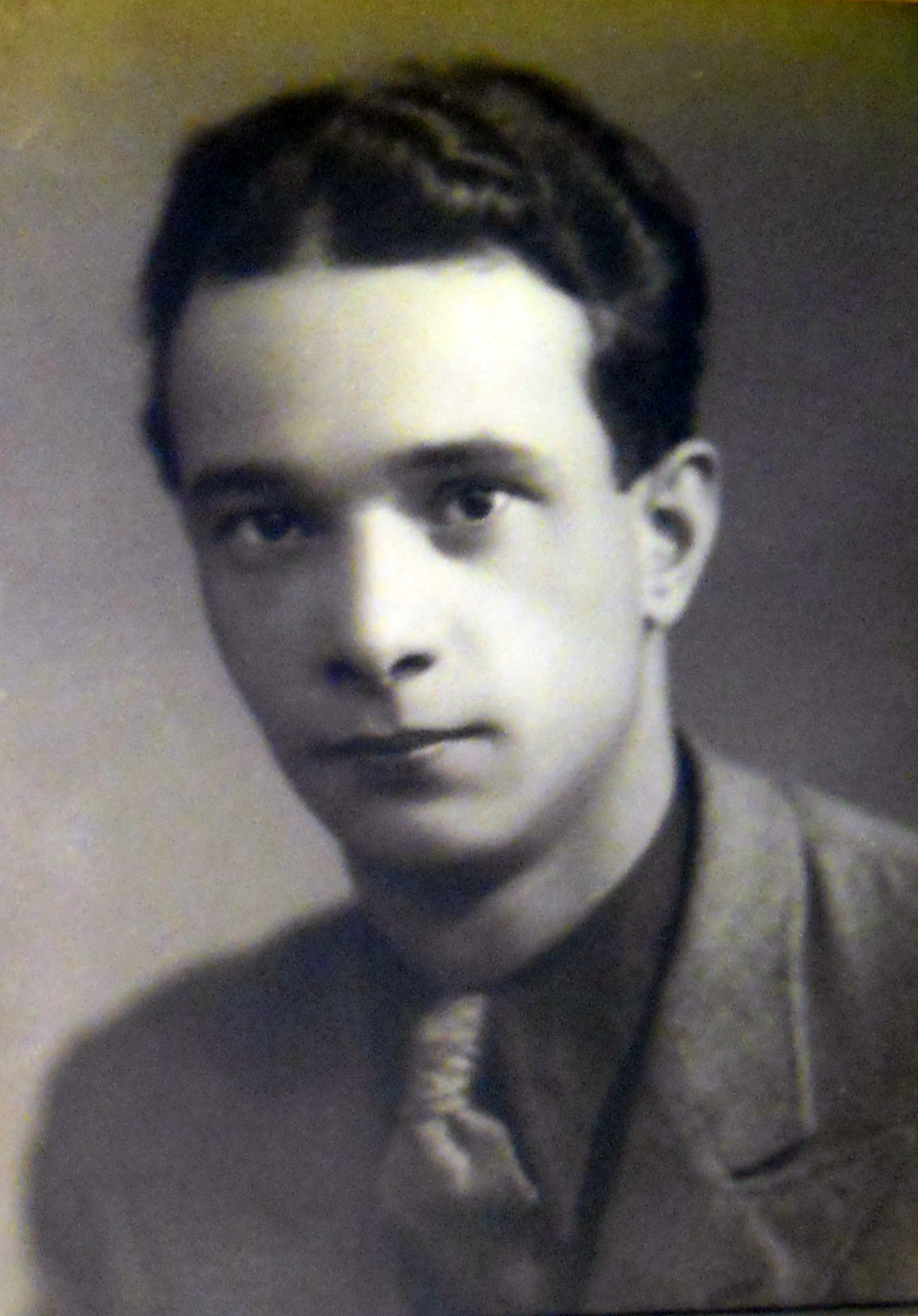
Portret młodego Stefana Wolskiego
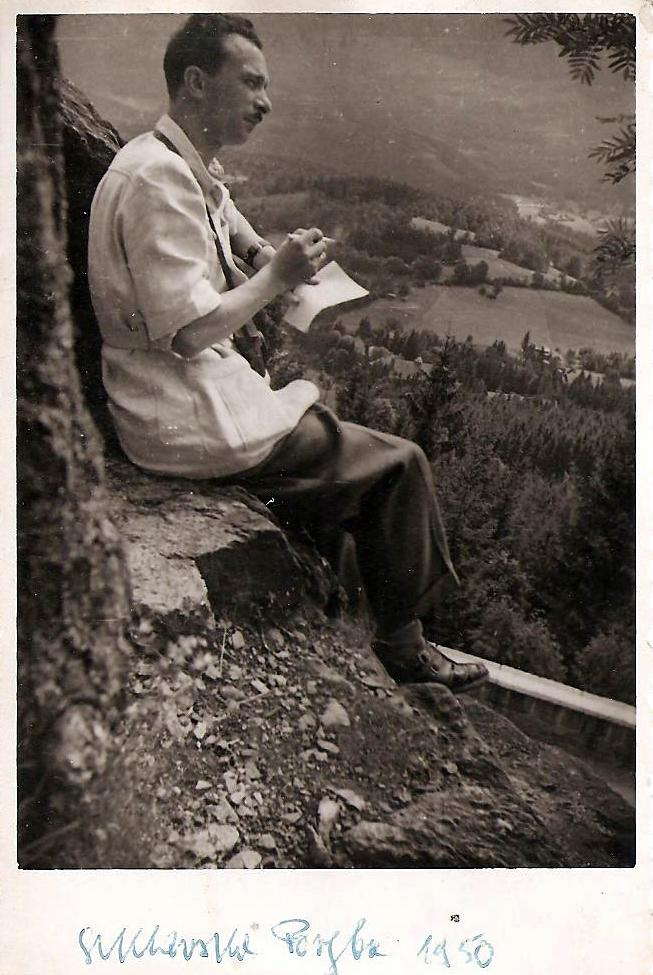
Stefan Wolski przy pracy – Szklarska Poręba 1950
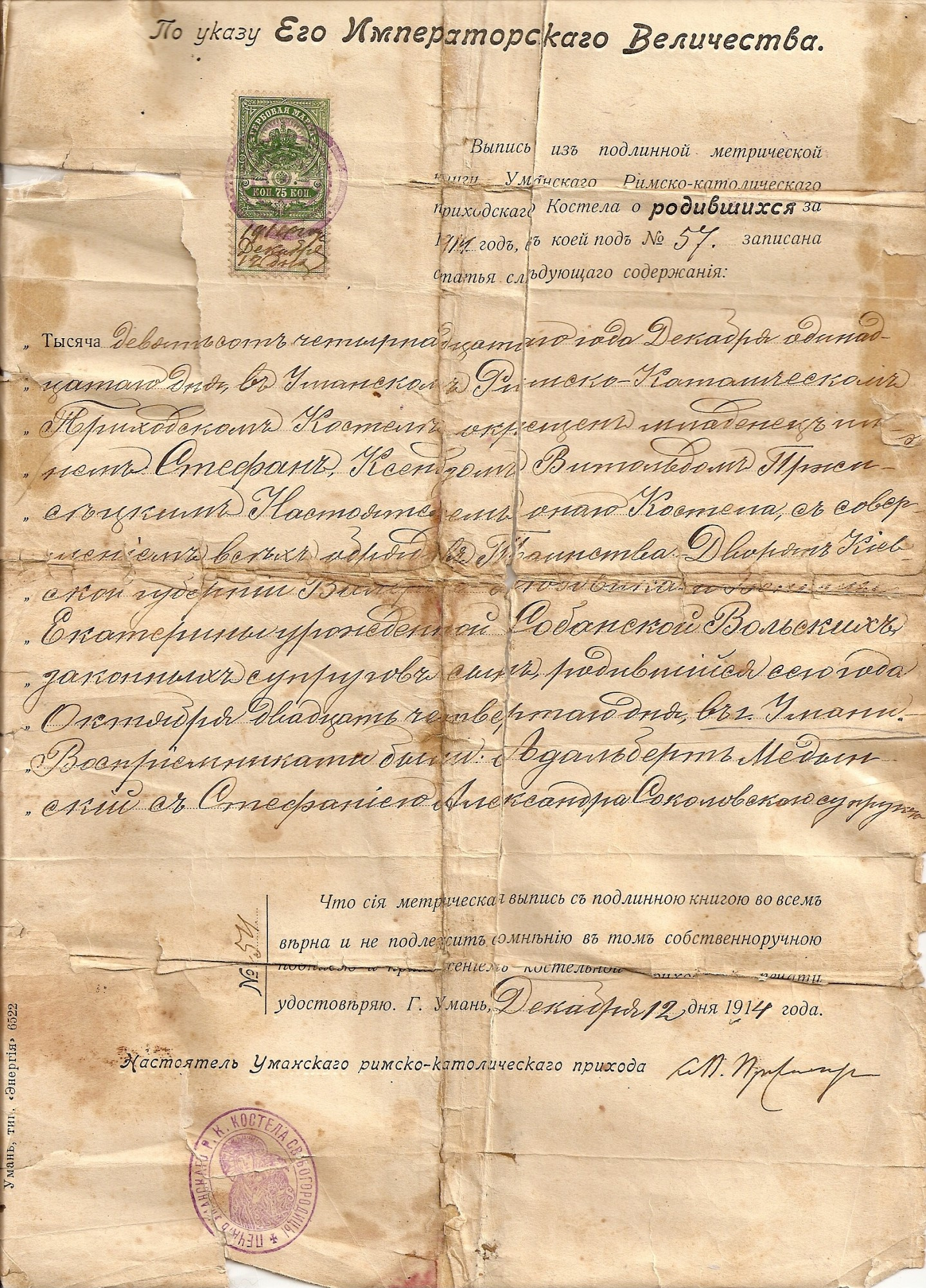
Świadectwo chrztu Stefana Wolskiego
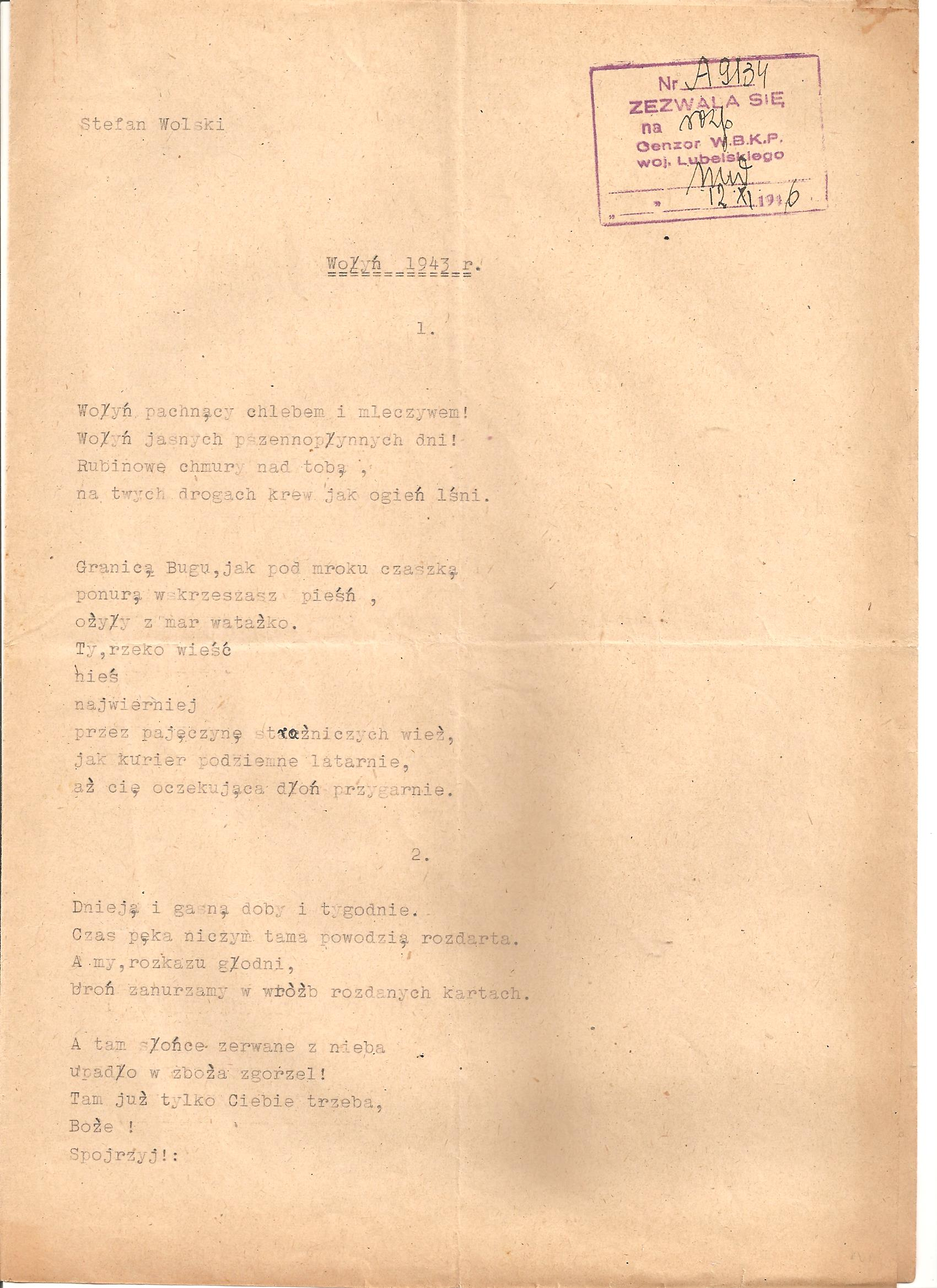
Stefan Wolski akceptacja cenzury na maszynopisie wiersza „Wołyń 1943”
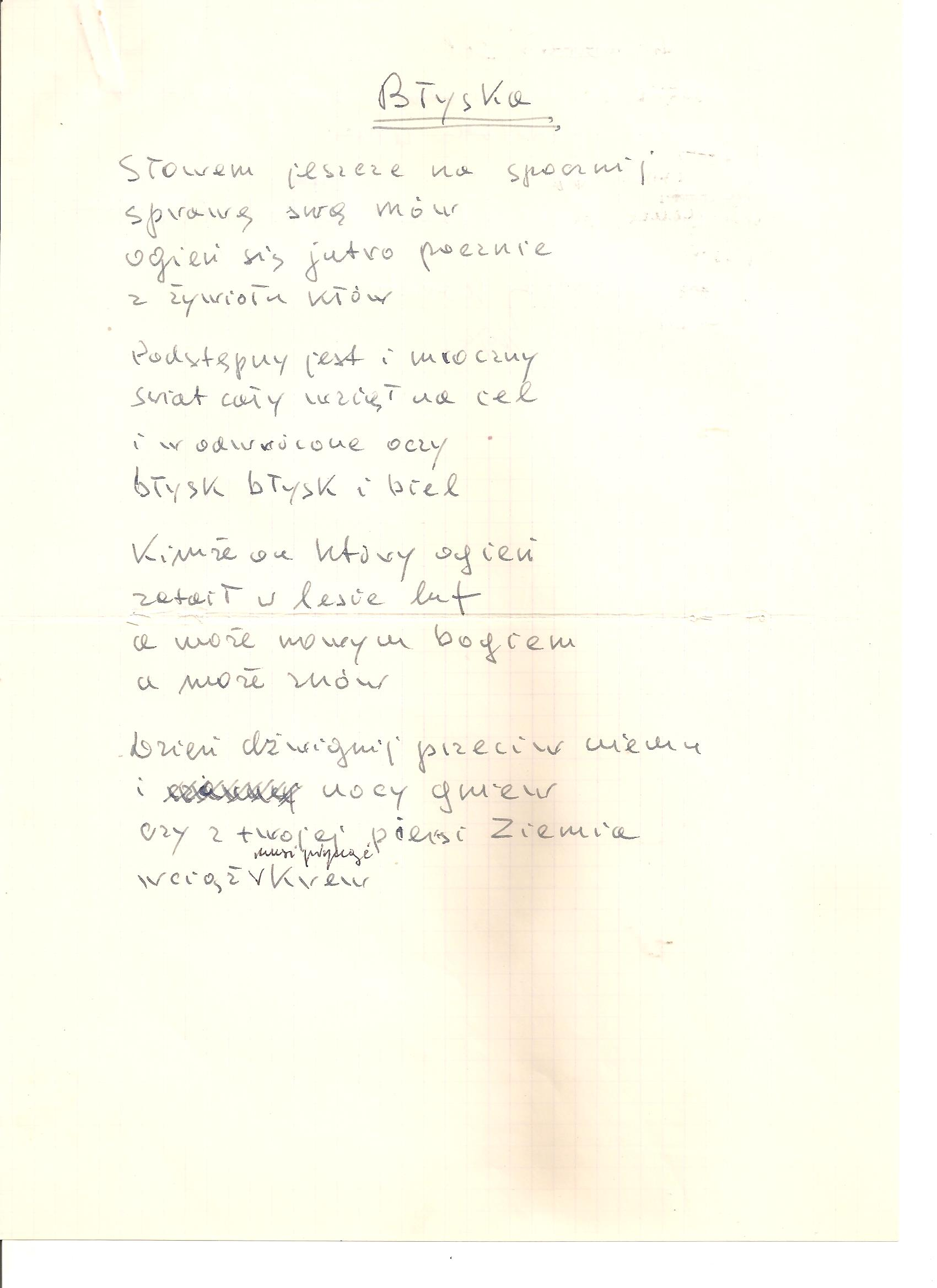
Stefan Wolski rękopis wiersza
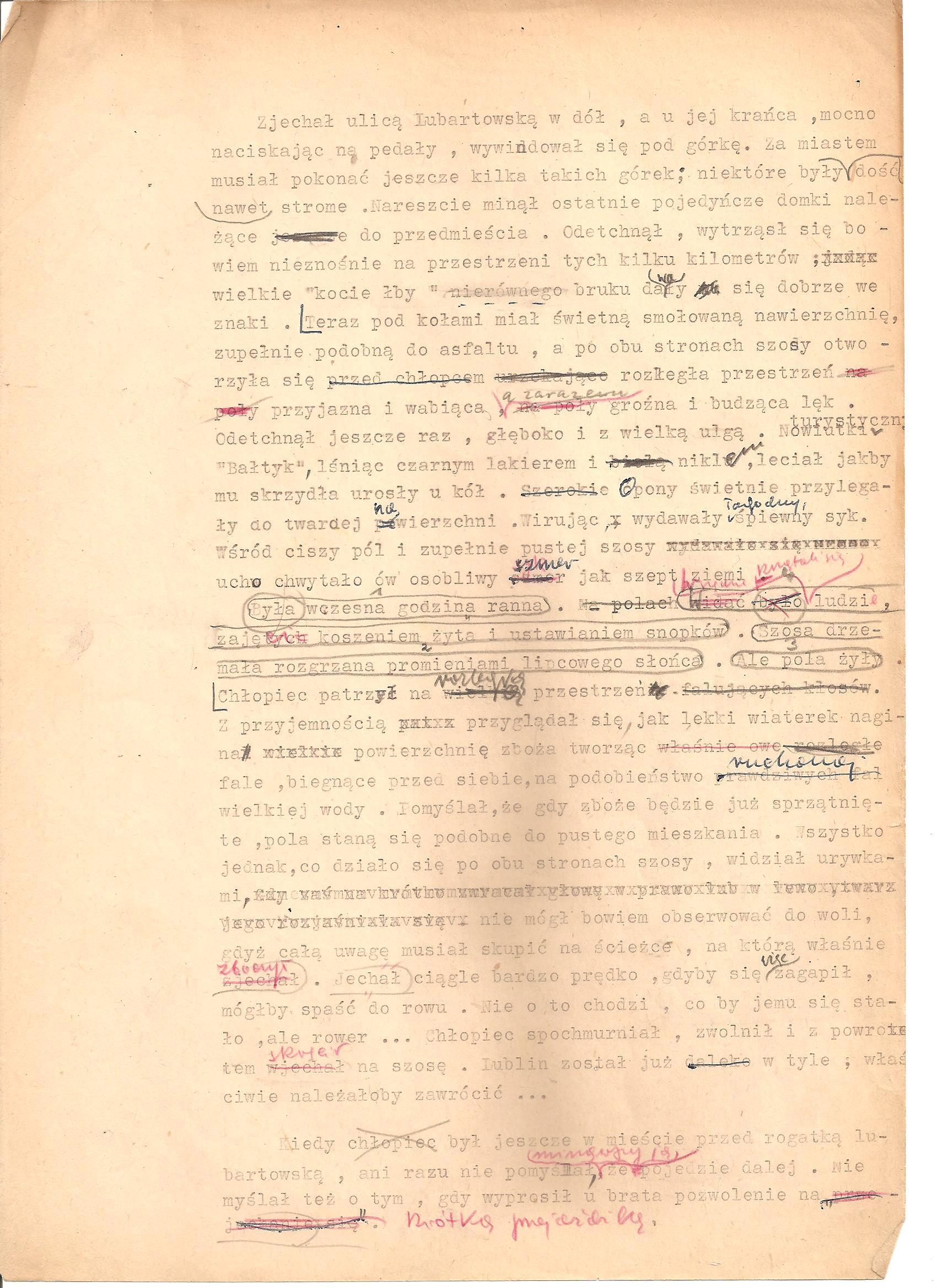
Stefan Wolski wersja robocza opowiadania
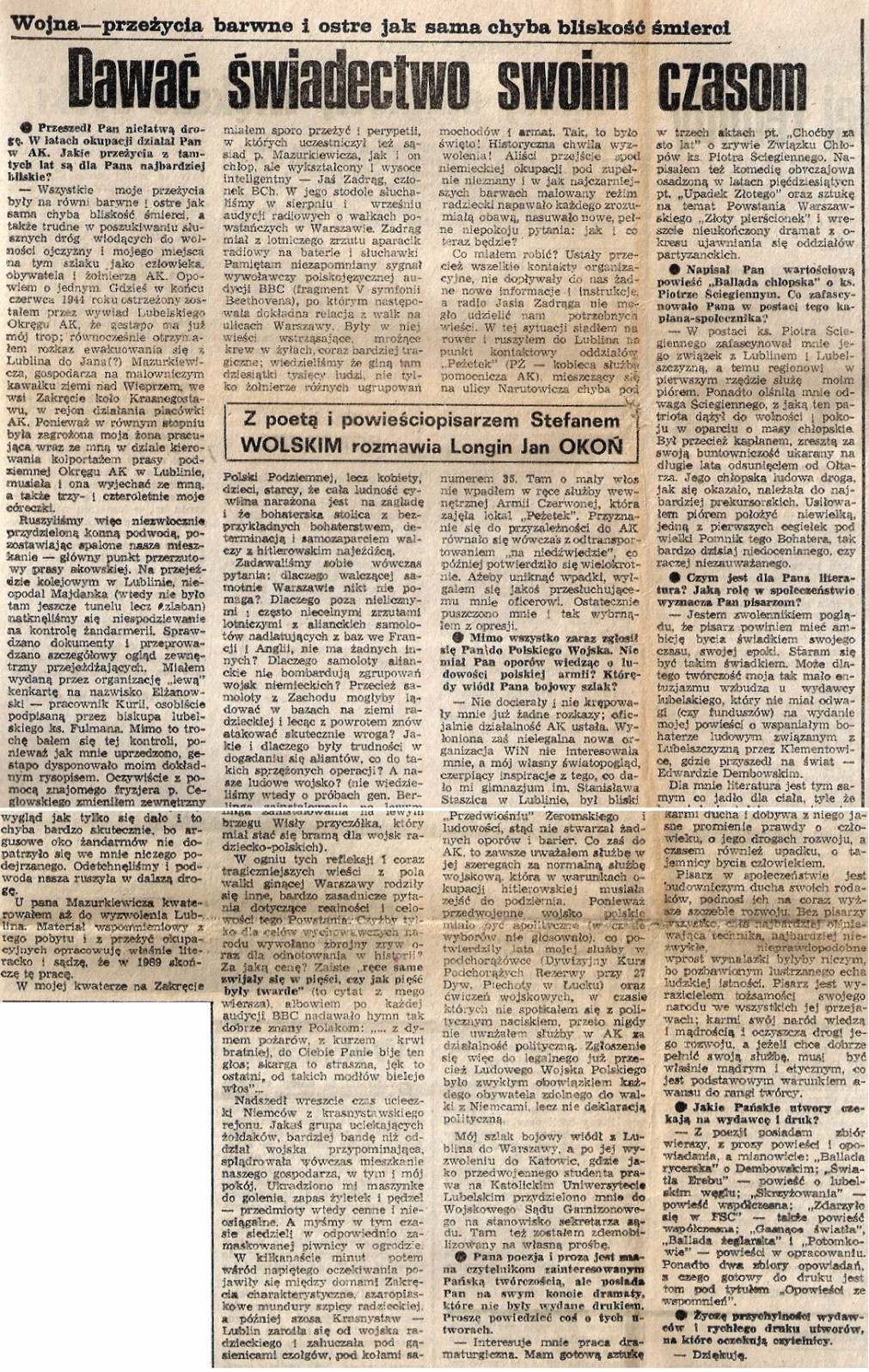
Wywiad – Słowo Powszechne 16.03.1989
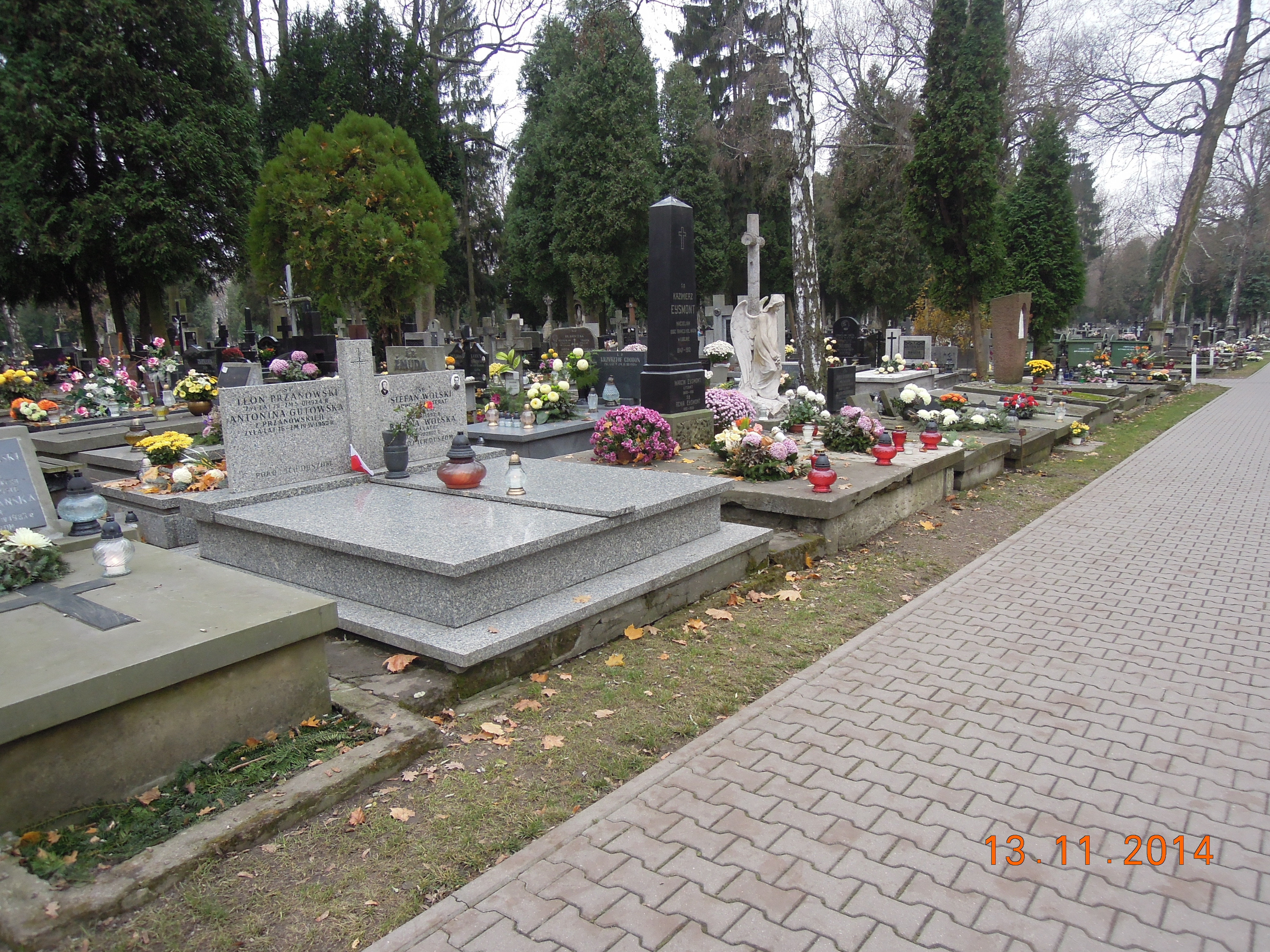
Grób Stefana Wolskiego